# Grace Hartman
Grace Hartman (San Francisco, 7 gennaio 1907 – Van Nuys, 8 agosto 1955) è stata un'attrice statunitense.

## Biografia
Ha vinto il Tony Award alla miglior attrice protagonista in un musical nel 1948 per il musical Angel in The Wings a Broadway.
È stata sposata con Paul Hartman dal 1927 alla morte, avvenuta nel 1955.

## Filmografia parziale

### Cinema
- Il denaro non è tutto (Higher and Higher), regia di Tim Whelan (1943)

### Televisione
- The Philco Television Playhouse - serie TV, 1 episodio (1948)

## Teatro
- Ballyhoo of 1932, 44th Street Theatre di Broadway (1932)
- Red, Hot and Blue, Alvin Theatre di Broadway (1936-1937)
- Keep 'em Laughing, 44th Street Theatre di Broadway (1942)
- Top-Notchers, 44th Street Theatre di Broadway (1942)
- Angel in the Wings, Coronet Theatre di Broadway (1947-1948)
- All for Love, Mark Hellinger Theatre di Broadway (1949)
- Tickets, Please!, Coronet Theatre di Broadway (1950)